# Diego Kravetz
Diego Gabriel Kravetz (Buenos Aires, 4 de septiembre de 1971) es un abogado argentino, dirigente político y fundador del Instituto de Políticas de Pacificación.Desde el 7 de enero de 2025 se desempeña como subsecretario de Inteligencia de Estado.
Fue legislador de la Ciudad Autónoma de Buenos Aires entre 2003 y 2011. Además, se desempeñó como Jefe de Gabinete y responsable del área de Seguridad del Municipio de Lanús, designado por Néstor Grindetti, hasta que el 14 de abril de 2023 asumió como intendente interino de aquel partido, cuando Grindetti pidió licencia para desempeñarse al frente del Club Atlético Independiente. Fue designado en diciembre de 2023 como Secretario de Seguridad y Jefe de la Policía de la Ciudad de Buenos Aires por el Jefe de Gobierno porteño, Jorge Macri, cargo que ocupó hasta mayo de 2024.

## Biografía

### Sus comienzos
Cursó sus estudios de bachiller en el colegio Cangallo Schule dónde egresó en 1989. En 1990 ingresó a la carrera de derecho, en la Universidad de Buenos Aires (UBA), estudios que finalizó en 1996. Al año siguiente cursó un posgrado acerca del Régimen Jurídico de los Recursos Naturales, también en UBA, pero que no concluyó.
Sus primeros pasos en la política fueron como asesor legal de organizaciones no gubernamentales, sindicatos y causas de interés público. En el primer caso, a través del Programa de Fiscalización del Derecho a un Medio Ambiente Sano y Recursos Naturales (FARN). En el segundo, como ideólogo del Movimiento Nacional de Empresas Recuperadas (MNER).

### Legislador porteño (2003-2011)
En el 2003, fue convocado para encabezar la lista de legisladores porteños del Partido de la Revolución Democrática, que postulaba como diputado nacional a Miguel Bonasso. Esta alianza fue una de las principales expresiones del kirchnerismo a nivel local, que impulsó reelección del entonces jefe de Gobierno porteño, Aníbal Ibarra.
Recién asumido, presidió el bloque "11 de Marzo" y coordinó el armado local del Frente para la Victoria (FPV), fuerza política a la que representó en las elecciones del 2007. y a la que perteneció hasta el año 2009.
Desde el 2004 al 2009 presidió el Bloque Frente para la Victoria.
Del 2005 hasta el 2009 presidió el Partido de la Victoria de la Ciudad, herramienta electoral de Néstor Kirchner.
Por diferencias en la forma de construcción política y de afrontar los conflictos de agenda, abandona el FPV, produciéndose así, la fractura del bloque en tres partes. Identidad Porteña fue el bloque que conformó y presidió Kravetz contando con 6 legisladores. Posteriormente, integró y presidió el bloque peronista de la Legislatura porteña.
En las elecciones del 2011 fue compañero de fórmula del exjefe de Gobierno Jorge Telerman en las elecciones en las que finalmente fue reelegido Mauricio Macri.

#### Proyectos legislativos
Entre los proyectos más destacados de su gestión parlamentaria se pueden mencionar la coautoría de la Ley de Educación Sexual y el de la Radicación de la Villa 20 de la Ciudad de Buenos Aires. Fue autor de la Ley de Expropiación Definitiva de Empresas

### Secretario de seguridad de Lanús, intendente interino y candidato (2015-2023)
En diciembre de 2015, fue nombrado Secretario de Seguridad y Movilidad Sustentable del Municipio de Lanús por el Intendente Néstor Grindetti.
Tras la renuncia de Adrián Urreli en noviembre de 2017, Kravetz fue nombrado Jefe de Gabinete, manteniendo sus responsabilidades sobre el área de seguridad.
En abril de 2023 asumió, de manera interina, la intendencia de Lanús, cuando Grindetti anunció que asumiría al frente del Club Atlético Independiente, institución de la que se venía desempeñando como vicepresidente hasta la renuncia de Fabián Doman. En las elecciones del 22 de octubre de 2023, fue el candidato de Juntos por el Cambio para dicho cargo pero fue derrotado por Julián Álvarez de Unión por la Patria.
Procesamiento
En 2024 mientras ejercía el cargo de Secretario de Seguridad porteño, fue imputado por la aparición de un vídeo en donde se lo ve golpeado a un menor de edad indefenso, que momentos antes había sido demorado y requisado por la policía de la ciudad. A pesar de tan grave acusación, dos meses después el gobierno de Javier Milei lo nombró cómo subsecretario de inteligencia de la Nación. 

### Subsecretario de Inteligencia
El 7 de enero de 2025, fue designado como subsecretario de Inteligencia de Estado bajo la dirección del secretario Sergio Neiffert. A través de este puesto, se desempeña como director de operaciones y tiene bajo su órbita al Servicio de Inteligencia Argentino (SIA), la Agencia de Seguridad Nacional (ASN) y la Agencia Federal de Ciberseguridad (AFC).